# Чатак
Чатак (на гръцки: Πολυγέφυρο, Полигефиро, катаревуса: Πολυγέφυρον, Полигефирон, до 1927 година Τσατάκ, Цатак) е обезлюдено село в Република Гърция, разположено на територията на дем Бук (Паранести) в област Източна Македония и Тракия.

## География
Село Чатак е разположено на 720 m надморска височина на десния бряг на Шейтандере. Васил Кънчов го определя като чечко село, попадащо в Драмския Чеч.

## История

### В Османската империя
Съгласно статистиката на Васил Кънчов („Македония. Етнография и статистика“) към 1900 година в Чатак има 50 помашки къщи. Кънчов също така отбелязва, че селата Буково, Яхор и Лакатина се броят като махали на село Чатак. Те имат съответно 20, 30 и 25 къщи.

### В Гърция
През 1923 година селото е обезлюдено, като жителите му са изселени в Турция. През 1927 година името на селото е сменено от Чатак (Τσατάκ) на Полигефирон (Πολυγέφυρον). През 1928 година в Чатак са заселени гръцки бежанци от Турция. Селото се разпада в Гражданската война (1946 - 1949).
| Година    | 1913 | 1920 | 1928 | 1940 | 1951 | 1961 | 1971 | 1981 | 1991 | 2001 | 2011 | 2021 |
| --------- | ---- | ---- | ---- | ---- | ---- | ---- | ---- | ---- | ---- | ---- | ---- | ---- |
| Население |      | 68   | 63   | 51   |      |      |      |      |      |      |      |      |